# 卡尔曼乔
卡尔曼乔，是匈牙利绍莫吉州所辖的一个村。总面积48.85平方公里，总人口660，人口密度13.5人/平方公里（2011年1月1日）。